# Indotipula tjibodensis
Indotipula tjibodensis är en tvåvingeart som först beskrevs av Alexander 1915.  Indotipula tjibodensis ingår i släktet Indotipula och familjen storharkrankar. Inga underarter finns listade i Catalogue of Life.